# Douglas X-3 Stiletto

De Douglas X-3 Stiletto was een in de jaren ’50 ontwikkeld Amerikaans X-vliegtuig gebouwd door de Douglas Aircraft Company. Het toestel viel op door de slanke romp en de taps toelopende neus. Het plan was om met dit toestel onderzoek te doen naar langdurig vliegen met supersonische snelheid. Er was daarom ervoor gekozen de romp voor een groot deel van titanium te maken. Het vliegtuig bleek echter veel te weinig vermogen te hebben en haalde het in vlakke vlucht nog geen Mach 1.

## Ontwikkeling
De X-3 werd gebouwd als de slankste van de eerste X-vliegtuigen, maar werd uiteindelijk niet gebouwd zoals van tevoren bedoeld. Men was behoorlijk ambitieus in wat men wilde bereiken: een toestel dat zelfstandig kon opstijgen, naar grote hoogte klimmen, daar een constante kruissnelheid van Mach 2 handhaven en op eigen kracht weer landen. De tests waren ook bedoeld om vliegtuigen te testen met vleugels met een lage aspect ratio en het gebruik van titanium in de luchtvaart.
Op 30 juni 1949 werd de bouw van een tweetal X-3’s goedgekeurd. De geplande Westinghouse J46-motoren bleken niet te voldoen wat betreft de verhouding tussen gewicht, grootte en vermogen; er moest worden gekozen voor de Westinghouse J34 turbojet met een vermogen (met naverbrander) van 21,6 kN in plaats van 30,8 kN.
Het eerste toestel werd op 11 september 1952 afgeleverd op Edwards Air Force Base in California. Door problemen met motor en het toestel zelf werd de bouw van het tweede toestel afgelast. Besloten werd de onderdelen te gebruiken als reserveonderdelen.

## Gebruik
De eerste, korte vlucht werd gemaakt op 15 oktober 1952 door William Bridgeman, testpiloot bij Douglas. Er werd eerst met hoge snelheid getaxied waarna Bridgeman met het toestel opsteeg om na ruim 1,5 km weer te landen. De eerste officiële vlucht was op 20 oktober gedurende ongeveer 20 minuten. Inclusief de korte vlucht maakte Bridgeman in totaal 26 vluchten tot het eind van het geplande Douglas testprogramma in december 1953.
Het bleek dat de X-3 veel te weinig vermogen had, daarbij slecht te besturen was en daarbij lang niet de beoogde topsnelheid haalde: de eerste supersonische vlucht werd gemaakt in een 15 graden duik, Mach 1,1. Zijn hoogste snelheid was Mach 1,208 in een duik van 30 graden.
Na dit Douglas testprogramma werd het vliegtuig officieel overgedragen aan de United States Air Force.
Vanwege de slechte prestatie werd echter besloten een verkort programma af te werken om te zien hoe de lage aspect-ratiovleugels zich zouden gedragen. Er werden door Lt. Kol. Frank Everest en Maj. Chuck Yeager elk 3 vluchten uitgevoerd. Ondanks dat ze werden uitgevoerd door luchtmachtpiloten golden deze vluchten als vluchten voor het National Advisory Committee for Aeronautics, NACA. Met de laatste vlucht van Yeager maakte NACA plannen voor verdere tests waarbij in eerste instantie gekeken zou worden naar longitudinale stabiliteit en controle, belasting op vleugels en staart en drukverdeling.

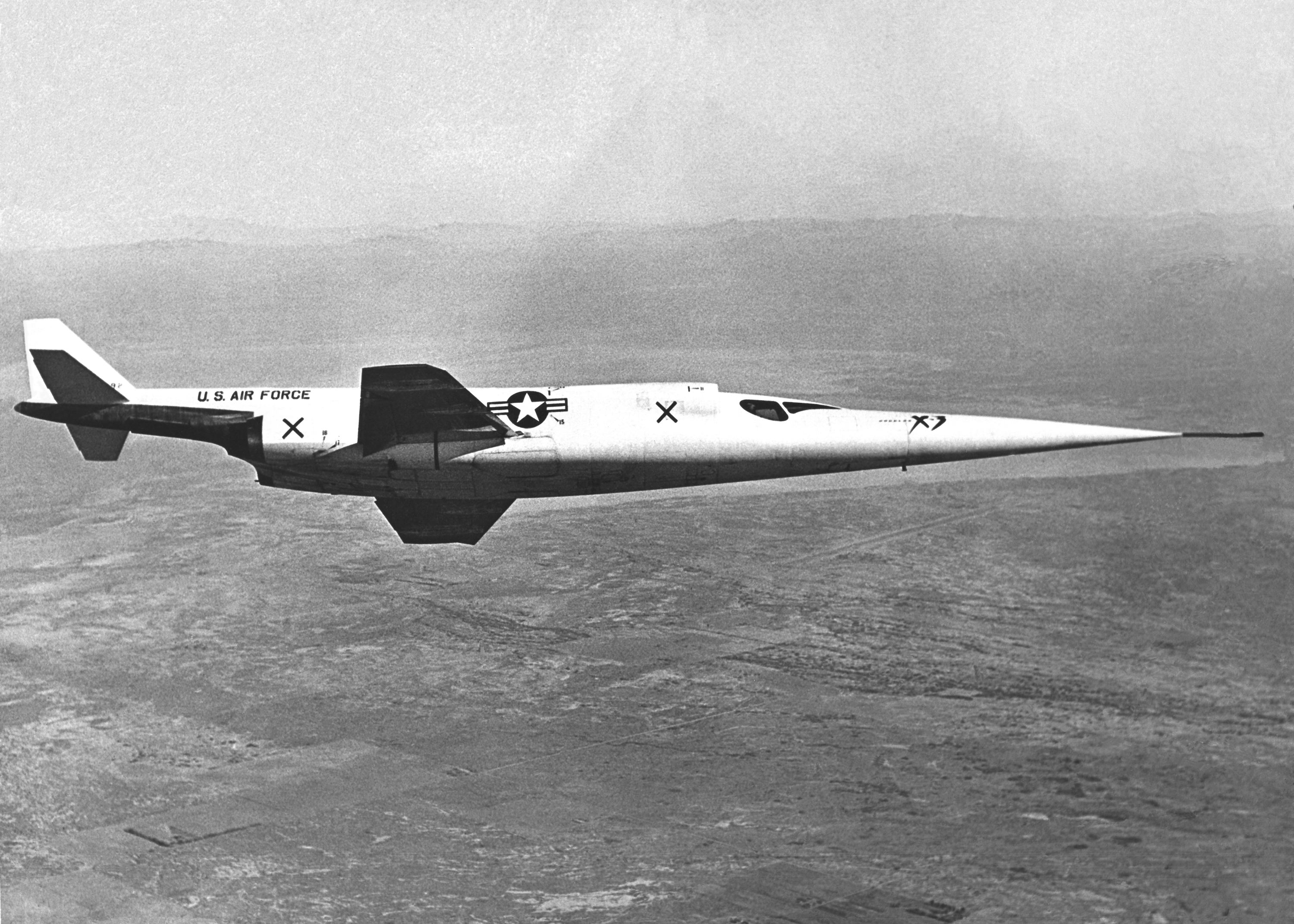
X-3 in volle vlucht

NACA-piloot Joseph A. Walker vloog de X-3 voor het eerst op 23 augustus 1954; hierna volgden nog acht vluchten in september en oktober van dat jaar. Eind oktober werd het testprogramma uitgebreid met tests naar stabiliteit naar opzij en richtingstabiliteit: Walker liet de X-3 op transsone en supersonische snelheid abrupt rollen met het richtingsroer in het midden. Ondanks zijn tekortkomingen bleek de X-3 ideaal voor deze tests: de massa van motor, brandstof en het toestel zelf was geconcentreerd in de lange, slanke romp terwijl de vleugels kort en breed waren. Deze eigenschap met belading alleen in de romp was al typerend voor andere toestellen van die tijd.
Deze testvluchten hebben overigens wel bijna gezorgd voor het verlies van het toestel: op 27 oktober 1954 maakte Walker een abrupte rol met Mach 0,92 op een hoogte van 30.000 voet (9.100 m). Het vliegtuig rolde zoals verwacht maar stampte 20 graden omhoog en gierde 16 graden. Hierna tolde het ongeveer 5 seconden voordat Walker het weer onder controle kreeg. Hierna volgde de volgende test: een duik met een versnelling tot Mach 1,154 op 32.356 voet (9.862 m) waarna hij een abrupte rol naar links maakte. Het toestel dook omlaag met een vastgestelde versnelling van -6,7 g (-66 {\displaystyle m/s^{2}}), hierna stampte het toestel omhoog met +7 g (69 {\displaystyle m/s^{2}}). Walker wist controle te hervinden en kon normaal landen.
Onderzoek aan het toestel bracht aan het licht dat het op de grens van het toelaatbare had gevlogen: waren de versnellingen hoger geweest dan was het in stukken gebroken. Dit verschijnsel waarbij een vliegtuig bij een gepland rol- ook een stamp- en/of een gierbeweging maakt noemt men "traagheidskoppel". Het verplaatsen van de massa, de inertie, ten opzichte van het massamiddelpunt zorgt voor deze instabiliteit. Rond deze tijd bleken ook enkele F-100 Super Sabres dit soort problemen te vertonen. NACA zorgde voor een onderzoeksprogramma om de oorzaken van deze problemen op te sporen en op te lossen.

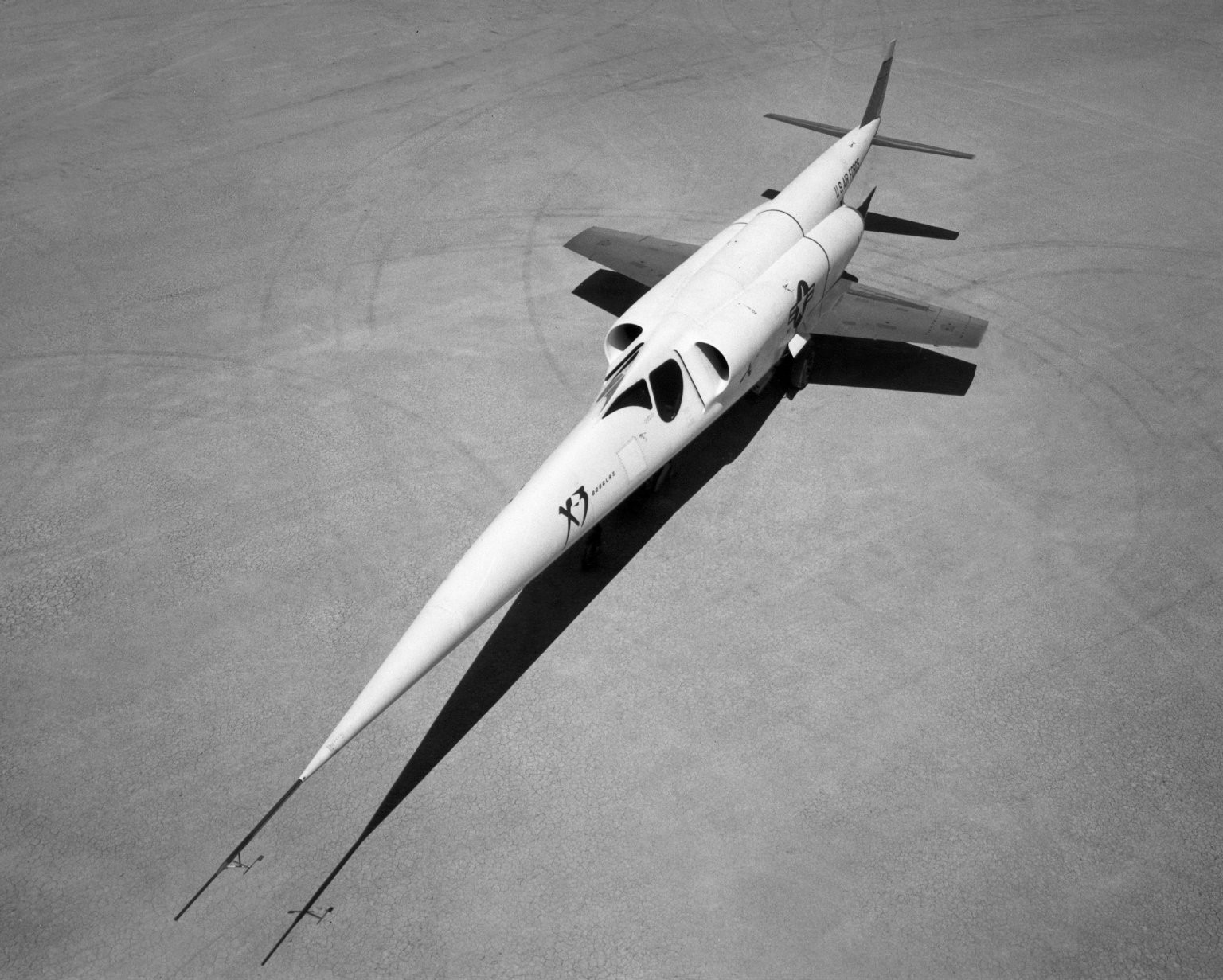
X-3 van voren gezien

Deze vlucht bleek voor de X-3 het hoogtepunt: het bleef gedurende bijna een jaar aan de grond en men heeft er nooit meer op dezelfde manier de grenzen van het toestel opgezocht. Walker heeft nog tien vluchten gemaakt tussen 20 september 1955 en 23 mei 1956; hierna ging het vliegtuig naar het US Air Force Museum. Hoewel het niet lukte om de kruissnelheid van Mach 2 te testen was het toestel zeker van waarde: het liet de gevaren van inertiekoppel zien en leverde hierover waardevolle data. Zijn vleugelvorm werd gebruikt bij de F-104 Starfighter, het was het eerste vliegtuig waarin op uitgebreide schaal titanium werd gebruikt en de hoge start- en landingssnelheden zorgden ervoor dat er verbeteringen plaatshadden in bandentechniek.

## Productie
Er werden twee toestellen besteld: er werd er slechts één gebouwd.
In 1956 werd dit overgebracht naar het National Museum of the United States Air Force waar het te bezichtigen is in de galerij Research and Development (Onderzoek en Ontwikkeling).